# CGC Viareggio 1984-1985
Questa voce raccoglie le informazioni riguardanti il CGC Viareggio nelle competizioni ufficiali della stagione 1984-1985.

## Stagione
Ci sono alcune partenze e due arrivi: il portiere Galeotti da Forte dei Marmi e l'attaccante argentino Antonio Sturla. Il Presidente Giusti non vuole parlare di promozione. Anche perché ai nastri di partenza sono diverse le squadre che puntano alla Serie A1 e solo tre posti: Modena, Grosseto, Reggio Emilia e Trissino. E a sorpresa potrebbe entrare anche il CGC Viareggio. È un campionato molto equilibrato.
Alla fine del girone d'andata, i bianconeri sono primi insieme a Reggio Emilia e Modena. Nel giro di pochi punti ci sono cinque squadre
Il Viareggio nella seconda parte ha una flessione e viene superato. Ottiene un filotto di vittorie consecutive che dal quinto posto arriva al terzo posto.
Bisognerà attendere l'ultima partita a Gorizia per la matematica. Sulla carta sembra facile, i friulani non hanno niente da chiedere al campionato. Al CGC Viareggio serve almeno un punto. C'è un continuo alternarsi di emozioni: a pochi minuti dalla fine della partita la Goriziana pareggia e si porta in vantaggio per 6-5. Quando sembra materializzarsi lo spareggio con il Grosseto, il Viareggio trova il goal a soli tre secondi dalla sirena di fine gara. Pareggio 6-6. Il CGC conquista la massima serie per la quarta volta: 30 marzo 1985. Una partita entrata nella storia (reti Sturla tripletta, Bertuccelli doppietta e singolo di Giovannoni).
Negli ottavi di finale play-off scudetto, il CGC perde entrambe le partite contro il Pordenone (5° in Serie A1).

## Maglie e sponsor
Lo sponsor ufficiale per la stagione 1984-1985 fu Manhattan Fast Food. Per la prima volta nella storia è stato cambiato lo statuto ed accettato lo sponsor sulla maglia.
|  | 1ª divisa | 2ª divisa |

## Rosa
| N° | Naz.                 | Ruolo | Sportivo              |  |  |  |
| -- | -------------------- | ----- | --------------------- |  |  |  |
| 1  | Italia (bandiera)    | P     | Alberto Galeotti      |  |  |  |
| 10 | Italia (bandiera)    | P     | Alessandro Pardini    |  |  |  |
|    | Italia (bandiera)    | E     | Nicoletti             |  |  |  |
|    | Italia (bandiera)    | E     | Petrini               |  |  |  |
|    | Italia (bandiera)    | E     | Alessandro Giovannoni |  |  |  |
|    | Italia (bandiera)    | E     | Silvano Paoli         |  |  |  |
|    | Argentina (bandiera) | E     | Antonio Sturla        |  |  |  |
|    | Italia (bandiera)    | E     | Alberto Paoli         |  |  |  |
|    | Italia (bandiera)    | E     | Bertuccelli           |  |  |  |
|    | Italia (bandiera)    | E     | Maurizio Crudeli      |  |  |  |
|    | Italia (bandiera)    | E     | Bertolucci            |  |  |  |
|    | Italia (bandiera)    | E     | Petrucci              |  |  |  |